# Cameron Monaghan
Cameron Riley Monaghan (Santa Mónica, California, 16 de agosto de 1993) es un actor y modelo estadounidense. Es principalmente conocido por sus papeles como Ian Gallagher en la versión estadounidense de Shameless, los dos hermanos Jerome y Jeremiah Valeska en Gotham, y Cal Kestis en los videojuegos Star Wars Jedi: Fallen Order (2019) y Star Wars Jedi: Survivor (2023).

## Carrera
Cameron Monaghan nació en Santa Mónica (California) y creció en Boca Ratón (Florida). Reconociendo que Monaghan era un niño excepcionalmente extrovertido, su madre envió su foto a agencias de modelos cuando tenía tres años. Apareció en la portada de su primer catálogo a los cinco años y en su primer anuncio regional a los siete.
Su primer trabajo como actor fue a los 9 años, interpretanedo a Winthrop Paroo en la película El Hombre de la Música (2003). En palabras del director: "Hay personas que, cuando las pones frente a una cámara, como que saltan de la pantalla. Así fue con Cameron. Desde el primer segundo en que lo vimos, supimos que era él. Estábamos buscando a alguien con ese encanto especial. Y Cameron lo tenía."
En 2004 interpretó a Chad en la comedia de FOX Malcolm in the Middle, por el cual ganó un premio Young Artist Award como Mejor Actor de Televisión Joven en un Papel Recurrente. A partir de ese momento, Monaghan obtuvo papeles en numerosas series de televisión, como Manual de superviviencia escolar de Ned, Mentes Criminales, Numb3rs, El Mentalista o Fringe.
En su salto a la gran pantalla, Monaghan interpretó a Kevin O'Doyle en la comedia Click junto a Adam Sandler. Otras apariciones incluyen Prom (2011), Vampire Academy (2014), The Giver (2014), Amityville: The Awakening (2017), Shattered (2022) y Tron: Ares (2025), entre otras.

### Shameless(2011-2021)
Su primer gran papel fue interpretando a Ian Gallagher en la versión americana de la serie Shameless. En la serie, Monaghan interpretaba a Ian Gallagher, el tercer hermano mayor de la familia que lidiaba con problemas como la aceptación de su orientación sexual, así como con su diagnóstico de trastorno bipolar. Monaghan recibió elogios por "ofrecer una de las representaciones más matizadas de un adolescente gay que se han visto en la televisión estadounidense" (The Independent). En 2015 recibió una nominación a los Critic's Choice Award por "Mejor Actor de Reparto en una Serie de Comedia" por su intepretación del trastorno bipolar.
En 2019, Monaghan lanzó un comunicado anunciando su decisión de abandonar la serie, alegando "motivos creativos y de negocios". No obstante, Monaghan acabó retornando a la serie para su décima y última temporada para despedir a su personaje. Esta decisión llegó tras la insistencia del creador, John Wells. Monaghan aceptó regresar únicamente con la condición de que Mickey Milkovich (Noel Fisher), novio de Ian, regresara también para despedir a la pareja de la forma en la que los fans querían.

### Gotham(2015-2019)
En 2015, Cameron Monaghan debutó en Gotham, la serie de FOX centrada en los orígenes de los villanos del universo Batman. Su personaje, Jerome Valeska, apareció en el decimosexto episodio de la primera temporada. En él interpretaba a un adolescente que vivía en un circo y acababa de presenciar la muerte de su madre. La escena en la que el detective Jim Gordon lo interroga y Jerome deja entrever su verdadera naturaleza se volvió viral en redes sociales por su inquietante parecido con el Joker, especialmente por sus cambios de expresión, sus manierismos, su sonrisa y su risa perturbadora. En ese momento, ni los creadores de la serie ni el actor afirmaron ni descartaron la verdadera identidad de Jerome o de si se acabaría convirtiendo en el Joker. Aunque inicialmente no había muchos planes de seguir con el personaje, Monaghan siguió apareciendo de forma esporádica en la serie debido a la gran popularidad del personaje.
La interpretación de Monaghan fue ampliamente elogiada por los fanes de Batman, por la crítica e incluso por Mark Hamill, con peticiones de ver su versión del Joker algún día en la gran pantalla. En 2019, Monaghan recibió un premio Teen Choice Awards como Mejor Villano. 

### Star Warsy actualidad (2019-)
Desde 2019, Monaghan ha estado interpretando a Cal Kestis en los videojuegos Star Wars Jedi: Fallen Order y Star Wars Jedi: Survivor. Monaghan no solo presta su voz, sino también su apariencia y actuación mediante captura de movimiento, dando vida a un joven padawan que sobrevive a la purga Jedi tras la Orden 66. Uno de los anuncios del videojuego mostraba a Mark Hamill entrenando a Monaghan, haciendo un guiño al hecho de que ambos han interpretado tanto a un jedi como al Joker.
Ambos videojuegos fueron muy bien recibidos por fanes de Star Wars y de los videojuegos en general, consolidando a Cal Kestis como uno de los personajes más populares del universo expandido. El éxito de los videojuegos ha generado especulaciones sobre una posible aparición de Cal en una serie de televisión o película.
En 2023 se anunció que Cameron Monaghan había sido seleccionado para formar parte de la película Tron: Ares, junto a Jared Leto, Evan Peters y Gillian Anderson.

## Filmografía

### Cine
| Año  | Título                                                    | Papel          | Notas            |
| ---- | --------------------------------------------------------- | -------------- | ---------------- |
| 2002 | The Wishing Stone                                         | Alex           |                  |
| 2005 | Brothers in Arms                                          | Timmy          |                  |
| 2005 | Desperate Hippies                                         | Zach           | Cortometraje     |
| 2006 | Click                                                     | Kevin O'Doyle  |                  |
| 2006 | The Santa Clause 3: The Escape Clause                     | Traffic Cop    |                  |
| 2007 | The Three Investigators and the Secret of Skeleton Island | Bob Andrews    |                  |
| 2008 | Dream Machine                                             | Stanley        | Cortometraje     |
| 2008 | Diamond Dog Caper                                         | Dexter         |                  |
| 2008 | Disarmed                                                  | Justin         | Cortometraje     |
| 2009 | Running                                                   | Ryan           | Cortometraje     |
| 2009 | The Three Investigators and the Secret of Terror Castle   | Bob Andrews    |                  |
| 2010 | Another Harvest Moon                                      | Jack           |                  |
| 2010 | Two Boys                                                  | Son            | Cortometraje     |
| 2010 | Bad Bunny                                                 | Jack           | Cortometraje     |
| 2011 | Prom                                                      | Corey Doyle    |                  |
| 2012 | 2nd Serve                                                 | Jake           |                  |
| 2014 | Jamie Marks Is Dead                                       | Adam McCormick |                  |
| 2014 | Vampire Academy                                           | Mason Ashford  |                  |
| 2014 | The Giver                                                 | Asher          |                  |
| 2014 | Mall                                                      | Jeff           |                  |
| 2017 | Amityville: The Awakening                                 | James          |                  |
| 2018 | Reino de los Supermanes                                   | Superboy       | voz              |
| 2022 | Shattered                                                 | Chris Decker   |                  |
| 2025 | Tron: Ares                                                | Canus          | Post- producción |

### Televisión
| Año       | TÍtulo                                          | Rol                             | Notas                                 |
| --------- | ----------------------------------------------- | ------------------------------- | ------------------------------------- |
| 2003      | The Music Man                                   | Winthrop Paroo                  | película de televisión                |
| 2005      | The Adventures of Tango McNorton: Licensed Hero | Tango McNorton                  | Cortometraje                          |
| 2004–2005 | Malcolm in the Middle                           | Chad                            | 6 episodios                           |
| 2005      | Threshold                                       | Josh Foster                     | Episode "Blood of the Children"       |
| 2005      | Avatar: The Last Airbender                      | Mellizos 1 y 2                  | Episodio "The Fortuneteller" (voz)    |
| 2005–2006 | Ned's Declassified School Survival Guide        | Palmer Noid                     | 3 episodios                           |
| 2006      | Criminal Minds                                  | Jeffrey Charles                 | Episodio: "The Boogeyman"             |
| 2007      | Shorty McShorts' Shorts                         | Andy                            | Episodio: "Flip-Flopped" (voz)        |
| 2009      | Numb3rs                                         | Todd                            | Episodio: "Jacked"                    |
| 2009      | James Gunn's PG Porn                            | Young Boy 1                     | Episodio: "Helpful Bus"               |
| 2009      | The Mentalist                                   | Elliot                          | Episodio: "Blood Brothers"            |
| 2009      | Safe Harbor                                     | Larry Parker                    | Película para televisión              |
| 2009      | Monk                                            | Danny Cooper                    | Episodio: "Mr. Monk's Favorite Show"  |
| 2009      | Three Rivers                                    | Auden Drinkwater                | Episodio "Place of Life"              |
| 2009      | Fringe                                          | Tyler Carson                    | Episodio "Of Human Action"            |
| 2010      | The Glades                                      | Shane Conners                   | Episodio "Marriage is Murder"         |
| 2010      | Terriers                                        | Cody Grice                      | Episodio "Pimp Daddy"                 |
| 2011—2021 | Shameless                                       | Ian Gallagher                   | Protagonista, serie de TV             |
| 2011      | NCIS                                            | Nick Peyton                     | Episodio "Out of the Frying Pan"      |
| 2011      | Rizzoli & Isles                                 | Jonathan McKenna                | Episodio "Don't Hate the Player"      |
| 2012      | Law & Order: Special Victims Unit               | Eddie Sandow                    | Episodio "Father's Shadow"            |
| 2015—2019 | Gotham                                          | Jerome Valeska/Jeremiah Valeska | Personaje recurrente, serie de TV FOX |
| 2016      | Mercy Street (miniserie)                        | Tom Fairfax                     | 5 episodios                           |
| 2017      | Son of Zorn                                     | Jeff                            | 1 episodio                            |

### Videojuegos
| Año  | Título                       | Papel      |  |
| ---- | ---------------------------- | ---------- |  |
| 2019 | Star Wars Jedi: Fallen Order | Cal Kestis |  |
| 2023 | Star Wars Jedi: Survivor     | Cal Kestis |  |

## Premios y nominaciones
| Año  | Premio                            | Categoría                                                                      | Papel                                    | Resultado |
| ---- | --------------------------------- | ------------------------------------------------------------------------------ | ---------------------------------------- | --------- |
| 2004 | Young Artist Award                | Best Performance in a TV Movie, Miniseries or Special – Supporting Young Actor | The Music Man                            | Nominado  |
| 2005 | Young Artist Award                | Best Performance in a Television Series – Recurring Young Actor                | Malcolm in the Middle                    | Ganador   |
| 2006 | Young Artist Award                | Best Performance in a Television Series – Guest Starring Young Actor           | Ned's Declassified School Survival Guide | Nominado  |
| 2012 | Young Artist Award                | Mejor Actuación en una Serie de Televisión Reparto Actor Joven 18-21           | Rizzoli & Isles                          | Nominado  |
| 2015 | Critics' Choice Television Awards | Best Supporting Actor in a Comedy Series                                       | Shameless                                | Nominado  |
| 2016 | Teen Choice Awards                | Choice TV: Villain                                                             | Gotham                                   | Nominado  |
| 2019 | Teen Choice Awards                | Choice TV: Villain                                                             | Gotham                                   | Ganador   |
| 2020 | NAVGTR Awards                     | Performance in a Drama, Lead                                                   | Star Wars Jedi: Fallen Order             | Nominado  |
| 2023 | Golden Joystick Awards            | Best Lead Performer                                                            | Star Wars Jedi: Survivor                 | Nominado  |
| 2023 | The Game Awards                   | Best Performance                                                               | Star Wars Jedi: Survivor                 | Nominado  |
| 2024 | British Academy Games Awards      | Performer in a Leading Role                                                    | Star Wars Jedi: Survivor                 | Nominado  |